# Gavez obični
Gavez obični (lat. Symphytum officinale), poznat i kao ljubičasti gavez ili veliki gavez, višegodišnja je biljka s ljubičastim ili ružičastim cvjetovima. Ostali nazivi ove biljke su crni gavez, kilnjak, konjski rep, korijen za slomljenu nogu, gabež, opašica, svatovci, vela konsolida, volovi jezik. Gavez sadrži alantoin, tanine, sluzi i pirolizidinske alkaloide. Može pospješiti granulaciju i stvaranje kalusa, djelovati protuupalno (antiflogistično) i pomoći kod iščašenja, uganuća, prijeloma i podljeva krvi. Upotreba biljke za internu konzumacija, kao u obliku čaja, se ne preporuča, jer može izazvati oštećenje jetre. Biljka može narasti i do 60 cm. 

## Opis
Gavez ima sočnu, grubo dlakavu stabljiku, visine 20 – 100 cm. Višegodišnji korijen gaveza raste vrlo duboko u zemlji. Debeo je i razgranat, vretenast i sočan. Izvana je tamno smeđe do crnkaste boje, a iznutra bijele do svijetlo žute boje. Donji listovi su veliki s peteljkom, duguljasti i grubo dlakavi. Listovi na stabljici su naizmjenično poredani i grubo dlakavi po cijeloj površini. Cvjetovi izbijaju tijekom ljeta iz pazuha gornjih listova, a okrenuti su prema dolje u jednostrano povijenim cvatovima. Imaju oblik uskog zvona a boja im je prljavobijela do ružičaste ili ljubičaste. 

## Vrijeme cvatnje
Gavez cvate od svibnja do kolovoza.

## Rasprostranjenost
Gavez raste po čitavoj Srednjoj Europi. Nalazi se na vlažnim mjestima, jarcima, uz vode i na vlažnim livadama. Za poljoprivrednike predstavlja korov koji se teško iskorjenjuje (zbog dužine korijena).

## Uporabni dijelovi
Za lijek se sakupljaju listovi i korijen. Korijen se skuplja u proljeće i kasnu jesen. Nakon što se iskopa, opere se i da ne izgubi od sluzavog soka, najprije se posuši, reže na komadiće i do kraja osuši na toplom mjestu.

## Sastav
Korijen gaveza sadrži alkaloide liziokarpin i cinoglosin, tanine, glikozide, sluzi, gume, smole, eterično ulje, alantoin.

## Ljekovito djelovanje
Od svih domaćih ljekovitih biljaka gavez sadrži alantoin, tvar što ponajviše djeluje u stvaranju novih stanica, zbog čega se gavez koristi u liječenju rana, čak i zapuštenih gnojnih rana. Njime se liječe sve vrste ozljeda: ispucanost, posjekline, lom kostiju, izljev krvi i sl. Korijen gaveza djelotvoran je u liječenju raznih teškoća probavnih organa, protiv katara želuca (s proljevom ili bez njega), srdobolje, bolesti bubrega i kod prejake menstruacije. Upotrebljava se kod krvarenja želuca, bronhalnog katara, upale pluća, krvavog kašlja i ispljuvka, upale porebrice i dr.